# 囊居外颈吸虫
囊居外颈吸虫（学名：Episthmium bursicola）为棘口科外颈属的动物。分布于欧洲、埃及、西伯利亚以及中国大陆的河北等地，营寄生生活，宿主苍鹭、草鹭、牛背鹭、黑浮鸥、白头鹞、白尾鹞、大白鹭、白鹭、夜鹭、麻雀、普通鸬鹚、田鸡等以及寄生于腔上囊。